# Blagoveșcensk
Blagoveșcensk (ru. Благовещенск) este un oraș din regiunea Amur, Federația Rusă, cu o populație de 219.221 locuitori în 2002. Orașul Blagoveșcensk este centrul administrativ al regiunii Amur.
1. ↑  Q26882286, accesat în 24 octombrie 2016